# 자유 소프트웨어 디렉터리
자유 소프트웨어 디렉터리(Free Software Directory, FSD)는 자유 소프트웨어 재단(FSF)의 프로젝트이다. 자유 운영 체제, 특히 GNU와 리눅스에서 구동되는 자유 소프트웨어를 분류한다. 분류된 프로젝트들은 대개 기타 여러 운영 체제에서 실행이 가능하다. 이 프로젝트는 한때 유네스코에 의해 공동 운영되었다.
자유 소프트웨어에 초점을 두는 다른 일부 디렉터리들과 달리 자유 소프트웨어 디렉터리 직원은 디렉터리에 나열된 소프트웨어의 라이선스를 검증한다.

## 커버리지
이 디렉터리에서 검토되고 수용된 최근 프로젝트 분류 스냅샷은 다음과 같다:

- accessibility
- accounting
- addressbooks
- addresses
- archive
- audio
- barcodes
- barcoding
- bitcoin
- cad
- calculating
- calendar
- command-line
- compressing
- console
- copying
- daemon
- database
- desktop-enhancement
- e-mail
- ebooks
- ecommerce
- editing
- education
- email
- fax
- faxing
- file-manager
- frontend
- gameplaying
- gnome-app
- graphics
- hobbies
- html
- images
- interface
- internet-application
- kde-app
- library
- live-communications
- localization
- mathematics
- mixing
- organizing
- pim
- playing
- printing
- productivity
- project-management
- reading
- science
- security
- software-development
- specialized
- spreadsheet
- sql
- stock-market
- storage
- system-administration
- telephony
- text
- text-creation
- timekeeping
- timetracker
- video
- web
- web-authoring
- window-manager
- x-window-system
- xml